# Mitch Larkin
Mitchell James Larkin (Buderim, 9 luglio 1993) è un nuotatore australiano.

## Carriera
La carriera internazionale di Mitch Larkin è iniziata con la partecipazione ai campionati mondiali di Shanghai 2011. L'anno seguente l'atleta australiano ha preso parte alle Olimpiadi di Londra 2012 piazzandosi all'ottavo posto nei 200 metri dorso. Ha conquistato le sue prime medaglie durante i Giochi del Commonwealth di Glasgow 2014, vincendo l'oro nei 200 m dorso e tre argenti nei 50 e 100 m dorso e nella staffetta 4x100 m misti.
Larkin ha partecipato ai mondiali in vasca corta di Doha 2014 vincendo l'oro nei 100 m dorso e il bronzo nei 200 m della stessa specialità. Ai mondiali di Kazan' 2015 si è laureato per la prima volta campione nei 100 e 200 m dorso, stabilendo tra l'altro il record oceaniano su entrambe le distanze.
Il 27 novembre 2015, ai campionati australiani di Sydney, stabilisce il record del mondo dei 200 m dorso in vasca corta con il tempo di 1'45"63.
Nel 2019 ha rappresentato la squadra statunitense dei Cali Condors per la prima stagione dell'International Swimming League.

## Palmarès
- Giochi olimpici

Rio de Janeiro 2016: argento nei 200m dorso e bronzo nella 4x100m misti.
- Mondiali

Kazan' 2015: oro nei 100m dorso e nei 200m dorso e argento nella 4x100m misti.
Budapest 2017: argento nella 4x100m misti mista.
Gwangju 2019: oro nella 4x100m misti mista e bronzo nei 100m dorso.
- Mondiali in vasca corta

Doha 2014: oro nei 100m dorso e bronzo nei 200m dorso.
Windsor 2016: oro nei 100m dorso e argento nella 4x100m misti.
Hangzhou 2018: bronzo nei 200m dorso.
- Campionati panpacifici

Gold Coast 2014: bronzo nei 200m dorso e nella 4x100m misti.
Tokyo 2018: oro nella 4x100m misti mista, argento nei 200m misti, bronzo nei 100m dorso e nella 4x100m misti.
- Giochi del Commonwealth

Glasgow 2014: oro nei 200m dorso, argento nei 50m dorso, nei 100m dorso e nella 4x100m misti.
Gold Coast 2018: oro nei 50m dorso, nei 100m dorso, nei 200m dorso, nei 200m misti e nella 4x100m misti.
Birmingham 2022: argento nella 4x100m misti.

## Primati personali
I suoi primati personali in vasca da 50 metri sono:
- 50 m dorso: 24"62 (2015)
- 100 m dorso: 52"11 (2015)
- 200 m dorso: 1'53"17 (2015)
- 200 m misti: 1'55"72 (2019)

I suoi primati personali in vasca da 25 metri sono:
- 50 m dorso: 22"91 (2015)
- 100 m dorso: 49"03 (2015)
- 200 m dorso: 1'45"63 (2015)
- 200 m misti: 1'52"21 (2018)

## Riconoscimenti
- Atleta dell'anno FINA: 2015
- Pacific Rim Swimmer of the Year: 2015